# Katasha Artis
Katasha R. Artis (New York, 8 luglio 1973) è un'ex cestista statunitense, professionista nella WNBA.

## Carriera
Ha disputato una stagione con le Charlotte Sting.